# Comuna de Nowa Słupia
Nowa Słupia (polaco: Gmina Nowa Słupia) é uma gminy (comuna) na Polónia, na voivodia de Santa Cruz e no condado de Kielecki. A sede do condado é a cidade de Nowa Słupia.
De acordo com os censos de 2004, a comuna tem 9735 habitantes, com uma densidade 113,3 hab/km².

## Área
Estende-se por uma área de 85,94 km², incluindo:
- área agricola: 65%
- área florestal: 28%

## Demografia
Dados de 30 de Junho 2004:
|                      | Total   | Total | Mulheres | Mulheres | Homens  | Homens |
| -------------------- | ------- | ----- | -------- | -------- | ------- | ------ |
|                      | pessoas | %     | pessoas  | %        | pessoas | %      |
| População            | 9735    | 100   | 4919     | 50,5     | 4816    | 49,5   |
| Densidade (pop./km²) | 113,3   | 100   | 57,2     | 57,2     | 56      | 56     |

De acordo com dados de 2005, o rendimento médio per capita ascendia a 1739,53 zł.

## Comunas vizinhas
- Bieliny, Bodzentyn, Łagów, Pawłów, Waśniów